# Sarcosagium
Sarcosagium är ett släkte av lavar. Enligt Catalogue of Life ingår Sarcosagium i familjen Thelocarpaceae, klassen Leotiomycetes, divisionen sporsäcksvampar och riket svampar, men enligt Dyntaxa är tillhörigheten istället familjen Thelocarpaceae, divisionen sporsäcksvampar och riket svampar.
|             | Thelocarpon                             |
|             |                                         |
|             | Melanophloea                            |
|             |                                         |
| Sarcosagium | \| \| Sarcosagium campestre \| \| \| \| |
|             | \| \| Sarcosagium campestre \| \| \| \| |
|             | Sarcosagium campestre                   |
|             |                                         |

|  | Sarcosagium campestre |
|  |                       |